# Schlucht am Mariaberg bei Thingers
Die Schlucht am Mariaberg bei Thingers ist ein Geotop im Naturraum der Iller-Vorberge in der Stadt Kempten (Allgäu). Das Objekt erschließt sich in östlicher Richtung entlang eines Baches und hat etwa 100 Meter hohe Wände und ist rund 600 Meter lang. An diesen hohen Wänden ist wiederholt Obere Süßwassermolasse zu sehen.
Die Schlucht wurde 2008 vom Bayerischen Landesamt für Umwelt als lokal bedeutendes Geotop (Geotop-Nr. 763R002) ausgewiesen.